# Yongyi
Yongyi (kinesiska: 永义, 永义乡) är en socken i Kina. Den ligger i provinsen Hunan, i den södra delen av landet, omkring 52 kilometer sydväst om provinshuvudstaden Changsha. Antalet invånare är 8475. Befolkningen består av 4 211 kvinnor och 4 264 män. Barn under 15 år utgör 15,0 %, vuxna 15-64 år 71 %, och äldre över 65 år 13,0 %.
Genomsnittlig årsnederbörd är 1 784 millimeter. Den regnigaste månaden är maj, med i genomsnitt 354 mm nederbörd, och den torraste är oktober, med 38 mm nederbörd.